# Эмнильда
Эмнильда (пол. Emnilda słowiańska; ок. 970/975 — 1017)) — славянская княжна и княгиня Польши в качестве супруги Болеслава I Храброго из династии Пястов.

## Происхождение
Эмнильда была дочерью Добромира, славянского правителя, который в записи 1013 года был назван venerabilis senior современным ему летописцем Титмаром Мерзебургским (975—1018). Большинство историков считают, что отец Эмнильды был правителем Лужицы и мильчанских земель, которые с 963 года входили в состав Саксонской Восточной марки. Немецкий хронист называл его senior, что в данном контексте, скорее всего, означало «князь», и демонстрировало определённое знакомство с этим человеком. Это говорит о том, что Добромир был кем-то хорошо известным Титмару, который был епископом Мерзебурга с 1009 года, и поэтому отец Эмнильды должен был происходить из области полабских славян, близких к его епископскому престолу. Учитывая её немецкое имя, мать Эмнильды, возможно, была членом саксонской знатной династии.
Однако другие историки утверждали о совсем ином её происхождении. Генрик Ловмянский считал, что Эмнильда была дочерью последнего независимого князя вислян в окрестностях Кракова. Тадеуш Василевский полагал, что она была моравской княжной.

## Биография
Свадьба Эмнильды и наследника польского престола Болеслава состоялась около 987 года. Это был третий брак молодого князя: две его предыдущие жены, дочь маркграфа Рикдага Мейсенского (возможно, носившая имя Хунильды или Оды) и венгерская принцесса Юдит, были в итоге отвергнуты им. От них у него было двое детей: дочь и сын Безприм. Эмнильда же родила Болеславу пятерых детей: двух сыновей (будущих Мешко II и Отто) и трёх дочерей, одна из которых стала настоятельницей, а две другие, Регелинда и ещё одна, чье имя неизвестно, были замужем за Германом I, маркграфом Мейсена, и великим князем Святополком I Киевским, соответственно.
Она была упомянута Галлом Анонимом и Титмаром Мерзебургским. Оба хрониста отмечали, что она была мудрой и очаровательной личностью. Утверждается, что Эмнильда имела большое влияние на своего мужа, а возможно, и на польские государственные дела. Она, вероятно, сопровождала Болеслава на встречу с Генрихом II в Мерзебурге 23 мая 1013 года и, возможно, активно содействовала признанию их сына Мешко II вассалом императора для его управления Моравией, что поставило под угрозу права наследования старшего сына Болеслава I Безпрыма, который в конце концов был низложен в пользу своего младшего сводного брата.
Точная дата смерти Эмнильды неизвестна, но предполагается, что это произошло самое позднее в 1017 году или, что более вероятно, в конце 1016 года, потому что 3 февраля 1018 года Болеслав I женился на своей четвёртой и последней жене Оде Мейсенской.